# Americo Novembrini
Americo Novembrini (* 8. August 1986) ist ein italienischer Radrennfahrer.
Americo Novembrini belegte 2006 den dritten Platz bei der Trofeo Internazionale Bastianelli. 2007 gewann er die italienischen Eintagesrennen Giro Ciclistico del Cigno und Trofeo Gianfranco Bianchin. Ende der Saison fuhr er als Stagiaire bei dem Schweizer Continental Team Hadimec-Nazionale Elettronica. Bei der Trofeo Salvatore Morucci belegte Novembrini den fünften Rang und kurz darauf gewann er die Trofeo G. Bianchin.
Novembrini war 2009 in die Dopinghandelsaffäre „Via col doping“ verwickelt. Das CONI schlug daraufhin eine Sperre von vier Jahren vor; letztlich wurde er für 18 Monate bis Juli 2011 gesperrt.

## Erfolge
2007
- Giro Ciclistico del Cigno
- Trofeo G. Bianchin

## Teams
- 2007 Hadimec-Nazionale Elettronica (Stagiaire)
- 2008 Hadimec-Nazionale Elettronica
- 2009 Nazionale Elettronica New Slot-Hadimec